# Томпсон, Стивен
Стивен Рэндалл Томпсон (англ. Stephen Randall Thompson; род. 11 февраля 1983 г.) — американский боец смешанного стиля (MMA) и бывший профессиональный кикбоксер. Являлся претендентом на пояс чемпиона UFC.

## Кикбоксинг
В 2006-м году Стивен Томпсон занял первое место в списке бойцов Мировой Лиги Боевых искусств (WCL), основанной Чаком Норрисом.
Профессиональный рекорд в кикбоксинге: 57-0-0

## Смешанные единоборства
Получил титульный бой в 2016 году на UFС 205 против Тайрона Вудли, в котором не получил пояс чемпиона и не проиграл, итог боя — «ничья».
Также была победа над бывшим чемпионом UFC Джони Хендриксом на турнире UFС Fight Night 82.
В 2017 году получил реванш против Тайрона Вудли, в котором проиграл решением большинства судей.

## Личная жизнь
Стивен — старший сын Рэя Томпсона, профессионального бойца и владельца детской школы карате, в которой он работает главным инструктором. Карлос Мачадо, который тренирует его БЖЖ с 20 лет, приходится ему шурином.

## Титулы и достижения

### Смешанные единоборства
- Ultimate Fighting Championship
  - Лучший нокаут вечера (один раз) против Dan Stittgen
  - Выступление вечера (три раза) против Роберта Уитакера, Джейка Элленбергера и Джони Хендрикса
  - Лучший бой вечера (один раз) против Тайрона Вудли

## Статистика
| Боёв 27  | Побед 17 | Поражений 9 |
| -------- | -------- | ----------- |
| Нокаутом | 8        | 2           |
| Сдачей   | 1        | 1           |
| Решением | 8        | 6           |
| Ничьи    | 1        | 1           |

| Результат | Рекорд | Соперник          | Способ                                                  | Турнир                                  | Дата             | Раунд | Время | Место                         | Примечание                                                         |
| --------- | ------ | ----------------- | ------------------------------------------------------- | --------------------------------------- | ---------------- | ----- | ----- | ----------------------------- | ------------------------------------------------------------------ |
| Поражение | 17-9-1 | Габриэл Бонфим    | Раздельное решение                                      | UFC Fight Night: Льюис vs. Тейшейра     | 12 июля 2025     | 3     | 5:00  | Нэшвилл, Теннесси, США        |                                                                    |
| Поражение | 17-8-1 | Хоакин Бакли      | KO (удары)                                              | UFC 307                                 | 5 октября 2024   | 3     | 2:16  | Солт-Лейк-Сити, Юта, США      |                                                                    |
| Поражение | 17-7-1 | Шавкат Рахмонов   | Сдача (удушение сзади)                                  | UFC 296                                 | 16 декабря 2023  | 2     | 4:55  | Лас-Вегас, Невада, США        |                                                                    |
| Победа    | 17-6-1 | Кевин Холланд     | TKO (остановка углом)                                   | UFC on ESPN: Томпсон vs. Холланд        | 3 декабря 2022   | 4     | 5:00  | Орландо, Флорида, США         | Лучший бой вечера.                                                 |
| Поражение | 16-6-1 | Белал Мухаммад    | Единогласное решение                                    | UFC Fight Night: Льюис vs. Докас        | 18 декабря 2021  | 3     | 5:00  | Лас-Вегас, Невада, США        |                                                                    |
| Поражение | 16-5-1 | Гилберт Бёрнс     | Единогласное решение                                    | UFC 264                                 | 10 июля 2021     | 3     | 5:00  | Лас-Вегас, США                |                                                                    |
| Победа    | 16-4-1 | Джефф Нил         | Единогласное решение                                    | UFC Fight Night: Thompson vs. Neal      | 19 декабря 2020  | 5     | 5:00  | Лас-Вегас, США                |                                                                    |
| Победа    | 15-4-1 | Висенте Луке      | Единогласное решение                                    | UFC 244                                 | 2 ноября 2019    | 3     | 5:00  | Нью-Йорк, США                 |                                                                    |
| Поражение | 14-4-1 | Энтони Петтис     | KO (удары руками)                                       | UFC Fight Night: Thompson vs. Pettis    | 23 марта 2019    | 2     | 4:55  | Нашвилл, США                  |                                                                    |
| Поражение | 14-3-1 | Даррен Тилл       | Единогласное решение                                    | UFC Fight Night: Thompson vs. Till      | 27 мая 2018      | 5     | 5:00  | Ливерпуль, Англия             | Бой в промежуточном весе 78,9 кг; Тилл не сделал вес.              |
| Победа    | 14-2-1 | Хорхе Масвидаль   | Единогласное решение                                    | UFC 217                                 | 4 ноября 2017    | 3     | 5:00  | Нью-Йорк, США                 |                                                                    |
| Поражение | 13-2-1 | Тайрон Вудли      | Раздельное решение                                      | UFC 209                                 | 4 марта 2017     | 5     | 5:00  | Лас-Вегас, Невада, США        | Бой за титул чемпиона UFC в полусреднем весе.                      |
| Ничья     | 13-1-1 | Тайрон Вудли      | Ничья (большинство)                                     | UFC 205                                 | 12 ноября 2016   | 5     | 5:00  | Нью-Йорк, Нью-Йорк, США       | Бой за титул чемпиона UFC в полусреднем весе. «Лучший бой вечера». |
| Победа    | 13-1   | Рори Макдональд   | Единогласное решение                                    | UFC Fight Night: MacDonald vs. Thompson | 18 июня 2016     | 5     | 5:00  | Оттава, Онтарио, Канада       |                                                                    |
| Победа    | 12-1   | Джони Хендрикс    | Технический нокаут (удары)                              | UFC Fight Night: Hendricks vs. Thompson | 6 февраля 2016   | 1     | 3:31  | Лас-Вегас, Невада, США        | «Выступление вечера».                                              |
| Победа    | 11-1   | Джейк Элленбергер | Нокаут (удар ногой в голову)                            | The Ultimate Fighter 21 Finale          | 12 июля 2015     | 1     | 4:29  | Лас-Вегас, Невада, США        | «Выступление вечера».                                              |
| Победа    | 10-1   | Патрик Коте       | Единогласное решение                                    | UFC 178                                 | 27 сентября 2014 | 3     | 5:00  | Лас-Вегас, Невада, США        |                                                                    |
| Победа    | 9-1    | Роберт Уиттакер   | Технический нокаут (удары)                              | UFC 170                                 | 22 февраля 2014  | 1     | 3:43  | Лас-Вегас, Невада, США        | «Выступление вечера».                                              |
| Победа    | 8-1    | Крис Клементс     | Нокаут (удары)                                          | UFC 165                                 | 21 сентября 2013 | 2     | 1:27  | Торонто, Онтарио, Канада      |                                                                    |
| Победа    | 7-1    | На-Шон Баррелл    | Единогласное решение                                    | UFC 160                                 | 25 мая 2013      | 3     | 5:00  | Лас-Вегас, Невада, США        |                                                                    |
| Поражение | 6-1    | Мэтт Браун        | Единогласное решение                                    | UFC 145                                 | 21 апреля 2012   | 3     | 5:00  | Атланта, Джорджия, США        |                                                                    |
| Победа    | 6-0    | Дэн Ститтген      | Нокаут (удар ногой в голову)                            | UFC 143                                 | 4 февраля 2012   | 1     | 4:13  | Лас-Вегас, Невада, США        | «Лучший нокаут вечера».                                            |
| Победа    | 5-0    | Патрик Мандио     | Единогласное решение                                    | Fight Party: Masquerade Fight Party     | 1 октября 2011   | 3     | 5:00  | Атланта, Джорджия, США        |                                                                    |
| Победа    | 4-0    | Уильям Кун        | Единогласное решение                                    | Xtreme Chaos 2                          | 15 июля 2011     | 3     | 5:00  | Андерсон, Южная Каролина, США |                                                                    |
| Победа    | 3-0    | Маркес Уоррелл    | Сдача (удушение сзади)                                  | Fight Party: Greenville Kage Fighting 2 | 18 сентября 2010 | 2     | 3:08  | Гринвилл, Южная Каролина, США |                                                                    |
| Победа    | 2-0    | Дэниел Финц       | Технический нокаут (удары)                              | Fight Party: Xtreme Cage Fighting 2     | 22 мая 2010      | 1     | 3:45  | Гринвилл, Южная Каролина, США |                                                                    |
| Победа    | 1-0    | Джереми Джолес    | Технический нокаут (удар ногой в голову и удары руками) | Fight Party: Greenville Kage Fighting   | 5 февраля 2010   | 2     | 3:40  | Гринвилл, Южная Каролина, США |                                                                    |